# Ernest Brown
Alfred Ernest Brown (27. srpna 1881, Torquay – 16. února 1962) byl britský politik. V letech 1935–1945 zastával vládní funkce a v letech 1940–1945 vedl Liberální národní stranu.

## Biografie
Brown se narodil v Torquay v Devonshiru do rodiny místního rybáře a prominentního baptisty. Díky svým řečnickým schopnostem se měl vydat na dráhu kazatele jako jeho otec, jeho nadání ale upoutalo pozornost místních členů Liberální strany; stal se proto známým řečníkem na stranických mítincích.
Od roku 1914 bojoval v první světové válce, počínaje rokem 1916 jako důstojník. Byl zmiňován v hlášeních a obdržel Vojenský kříž.
Po návratu několikrát neúspěšně kandidoval do Dolní sněmovny; zvolen byl až ve volbách 1923 v obvodu Rugby. V dalších volbách o rok později o křeslo přišel, roku 1927 se ale do parlamentu v doplňovacích volbách vrátil (tentokrát za obvod Leith). V tomto období se stává oddaným stoupencem sira Johna Simona, který vedl skupinu poslanců, stojící v opozici proti stranické podpoře labouristické vlády. Rozpory mezi Simonovou skupinou a lídrem Liberální strany Davidem Lloyd Georgem se prohlubovaly a po politické krizi v roce 1931 Simonovi liberálové vystoupili ze strany a založili Liberální národní stranu.
V nově nastoupivší Národní vládě Ramsaye MacDonalda zastával funkci parlamentního sekretáře na ministerstvu dopravy. V roce 1932 rezignovali ministři za Liberální stranu a Brown se stal tajemníkem pro doly. Roku 1935 nastoupila třetí národní vláda, vedená Stanleym Baldwinem; v ní se stal členem kabinetu jako ministr práce. Tento krok se ukázal býti kontroverzním, protože se mnozí domnívali, že větší právo na post jako národní liberál má ministr dopravy Leslie Hore-Belisha. Nezaměstnanost ale byla pro vládu velkým problémem, takže podle jiných hlasů nebylo Brownovo jmenování příliš záviděníhodné. V úřadu setrval dalších pět let pod Baldwinem i jeho nástupcem Neville Chamberlainem. Jeho největším počinem byl Zákon o pojištění v nezaměstnanosti z roku 1936, který rozšířil sociální zabezpečení na téměř všechny pracující v zemědělství, lesnictví a zahradnictví. Též dohlížel na vznik Národního společného poradního výboru, který se podílel na státní pracovní politice. Roku 1937 se dočkal velkého uznání, když mu vedení britských odborů poděkovalo za pomoc dělníkům v organizování.
V roce 1940 Chamberlainova vláda padla a byla nahrazena novou v čele s Winstonem Churchillem. V té byly zastoupeny všechny politické strany; pozice Liberální národní strany oslabily, když ztratila úřad ministra financí a žádný její zástupce se nestal členem kabinetu. Brown byl po ztrátě místa v kabinetu přesunut na pozici ministra pro Skotsko, což působilo zvláštně; Brown sice v parlamentu zasedal za skotský volební obvod, byl ale rodilý Angličan. Ve funkci ale setrval jen rok; v roce 1941 se stal ministrem zdravotnictví a o dva roky později skončil ve víceméně ceremoniální funkci kancléře vévodství lancasterského.
Roku 1940 se po odchodu Simona do Sněmovny lordů stal lídrem Liberální národní strany. Na tomto místě musel čelit klesajícímu vlivu strany. Mnoho národních liberálů litovalo rozdělení strany o dekádu dříve a Brown jednal s lídrem Liberální strany sirem Archibaldem Sinclairem o potenciálním znovusjednocení. Tyto rozhovory ale ztroskotaly na otázce podpory Národní vlády po válce. Změna ve vedení Konzervativní strany také nebyla příznivá. Když v roce 1945 Churchill zformoval svou přechodnou vládu, nezahrnul do kabinetu Browna ani žádného jiného prominentního národního liberála; a to přestože prohlásil, že jeho administrativa bude „národní“. Brown místo toho obsadil úřad ministra letecké produkce.
V nadcházejících volbách v létě 1945 neobhájil mandát poslance a odešel z politiky. Po zbytek života se soustředil na církev a navštívil různé země britského společenství. Zemřel 16. února 1962.